# Conus desmotus
Conus desmotus é uma espécie de gastrópode do gênero Conus, pertencente à família Conidae.